# Kristiansands IF
Kristiansands IF, czyli Kristiansands Idrettsforening – norweski klub sportowy z miasta Kristiansand, założony w 1921 roku. Posiada sekcje lekkoatletyki i piłki ręcznej. 
Sekcja lekkoatletyczna ma swoją siedzibę na stadionie w Kristiansands.

## Członkowie klubu
Lekkoatletyka:
- Andreas Thorkildsen - dwukrotny mistrz olimpijski z 2004 i 2008, mistrz świata i Europy w rzucie oszczepem
- Haakon Tranberg - srebrny medalista Mistrzostw Europy z 1946 roku w biegu na 100 m i 200 m
- Kristen Fløgstad - rekordzista Norwegii w skoku w dal, uczestnik Igrzysk Olimpijskich w 1972 roku

## Sekcja piłki ręcznej
Drużyna piłki ręcznej zdobyła mistrzostwo kraju w 1980 roku. Był to największy sukces w jej historii.